# In the Park
In the Park és un curtmetratge mut dirigit i protagonitzat per Charles Chaplin. Es tracta de la tercera pel·lícula que Chaplin va rodar per a l'Essanay. Es va estrenar el 18 de març de 1913.

## Argument

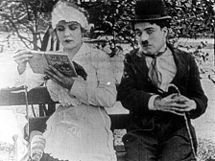
Chaplin i Purviance en un fotograma de la pel·lícula

La pel·lícula encadena un seguit de situacions que succeeixen dins d'un parc i tenen com a protagonistes dues parelles i alguns aprofitats. La pel·lícula comença amb un senyor molt ben vestit i la seva xicota que s'acaronen en un banc i una mainadera amb un cotxet que espera el seu pretendent mentre els observa. Charlie, després d'importunar-los es troba amb un lladre que intenta buidar-li les butxaques però que només aconsegueix que sigui l'altre que li prengui una cigarreta i un llumí. Charlie intenta seduir la mainadera mentre el seu pretendent ha anat a cercar salsitxes a un venedor ambulant. En tornar, el pretendent fa fora Charlie de males maneres i aquest aconsegueix després robar una rastellera de salsitxes al venedor. A la vegada, el lladre s'ha endut el moneder de la noia del banc i en veure Charlie amb les salsitxes intenta robar-les mentre aquest li pren el moneder.
El pretendent de la mainadera va a buscar més salsitxes i en veure com el moneder penja del bastó de Charlie l'intenta agafar. Aquest però se n'adona i li acaba venent. En aquell moment apareix el lladre reclamant el que és seu i es produeix una baralla que acaba interrompuda per un policia. Charlot s'enduu el moneder i l'ofereix a la mainadera però són interromputs de nou pel seu pretendent.
Aleshores, el dandi i la seva xicota descobreixen el robatori i que la mainadera té el moneder per lo que l'home s'acosta a reclamar-lo però és abatut per l'home. No gosant barallar-se torna amb la seva xicota que l'abandona. Ell desesperat es vol suïcidar però en no tenir valor per fer-ho amb la seva pistola demana a Chaplin que el llenci a l'estany, cosa que aquest fa. Mentrestant, el pretendent ha estat detingut per un policia després de la denúncia de la propietària del moneder i en aquest moment veu Charlie i l'acusa de ser el causant de tot. En la discussió acaben tots dos a l'aigua i Charlie pot fugir.

## Repartiment
- Charles Chaplin (Charlie)
- Edna Purviance (mainadera)
- Bud Jamison (pretendent d'Edna)
- Leo White (dandy)
- Leona Anderson (xicota del dandy)
- Lloyd Bacon (lladre)
- Billy Armstrong (lladre de salsitxes)
- Ernest Van Pelt (policia)
- Fred Goodwins (venedor de salsitxes)